# عزیزآباد شیبانی
عزیزآباد شیبانی، روستایی از توابع بخش مرکزی شهرستان عنبرآباد در استان کرمان ایران است این روستا از املاک مورثی عزیز شیبانی به دو فرزند پسرش بنام حسین و رضا میباشد.این روستا در حال حاضر از امکانات آب ،برق،تلفن منزل،اینترنت مخابرات،جاده ی آسفالت در درون روستا و همچنین مرغوبترین و باارزشترین زمینهای کشاورزی منطقه را در خود جای داده است که از نظر مادی ارزش بسیار هنگفتی دارند زمینهای مناسب با کشت برنج در جنوب شرقی ایران که ارزش مادی آن قابل تخمین نیست و مالک آن یکی از نوادگان عزیز شیبانی به نام اکبر میباشد.

## جمعیت
این روستا در دهستان علی‌آباد قرار دارد و براساس سرشماری مرکز آمار ایران در سال ۱۳۸۵، جمعیت آن ۱۴۱ نفر (۲۷ خانوار) و بر اساس سرشماری مرکز آمار ایران در سال ۱۳۹۵، جمعیت آن ۲۲۶ نفر (۷۰ خانوار) بوده‌است.  